# Timothée Jordan
Timothée Jordan (Chantilly, Oise, 27 de febrer de 1865 – ?) va ser un jugador de criquet francès, que va competir a finals del segle xix i primers de xx. El 1900 va prendre part en els Jocs Olímpics de París, on guanyà la medalla de plata en la competició de Criquet a XII com a integrant de l'equip francès.